# کوپک

کوپک.

کوپک (به روسی: Копейка) واحد پول خُرد کشور روسیه است. هر یکصد کوپک برابر یک روبل است.